# Paul Jeffrey
 (mars 2022).
Si vous disposez d'ouvrages ou d'articles de référence ou si vous connaissez des sites web de qualité traitant du thème abordé ici, merci de compléter l'article en donnant les références utiles à sa vérifiabilité et en les liant à la section « Notes et références ».
 (mars 2022).
Paul Jeffrey (né le 8 avril 1933, et mort le 20 mars 2015,, est un saxophoniste ténor de jazz et arrangeur né à New York, connu notamment pour avoir joué dans le quartet de Thelonious Monk de 1970 à 1976. Paul Jeffrey a aussi conduit et arrangé certains des derniers albums enregistrés par Charles Mingus.

## Biographie
Né à New York, Paul Jeffrey fait ses études à Kingston High School. Après avoir eu sa graduation (équivalent du bac aux États-Unis) en 1951, il obtient une maîtrise en éducation musicale à Ithaca College en 1955.
À la fin des années 1950, il tourne dans des orchestres dirigés par Illinois Jacquet, Elmo Hope, Big Maybelle, ou Wynonie Harris. En 1960 et 1961, il tourne avec BB King dans tous les États-Unis, et ensuite se produit en musicien « free-lance » à New York et aux alentours, et tourne dans des groupes dirigés par Howard McGhee, Clark Terry, et Dizzy Gillespie.
Dans les années 1960, il a travaillé avec une variété d'artistes tels Dizzy Gillespie, Howard McGhee, Count Basie et Sadik Hakim. Il a aussi enseigné le jazz à l'université Rutgers et, plus tard, à l'université Duke.
Son premier album solo en tant que leader Electrifying Sounds pour Savoy Records voit le jour en 1968, Il tourne ensuite avec l’orchestre de Count Basie, avant d’entamer des collaborations avec Thelonious Monk et Charles Mingus. Il rejoint d’abord le quartet de Thelonious Monk au Frog & Nightgown club à Raleigh en Caroline du Nord, en 1970. Il collabore avec Thelonious Monk pendant tout le reste de la carrière de ce dernier, tournant avec lui à travers les USA et au Japon, ainsi que les grands clubs tels que le Village Vanguard, the Jazz Workshop, Shelly's Manne-Hole, David Geffen Hall et The Cellar Door, parmi d’autres.
Il fut engagé par George Wein pour diriger un orchestre de 15 musiciens pour un concert en hommage à Thelonious Monk à Carnegie Hall en 1974; un  concert dans lequel Thelonious Monk fait une apparition, remplaçant Barry Harris au piano alors que le show démarrait. En fait, Thelonious Monk était censé jouer à ce concert et Barry Harris jouait aux répétitions. Paul Jeffrey et George Wein étaient nerveux parce que le concert allait commencer et Thelonious Monk n’était toujours pas là.. Puis à la dernière minute, il est apparu est s’est précipité au piano. Tout le monde sur scène poussa un soupir de soulagement... Ce qui était remarquable dans cet événement, c’est que Paul Jeffrey engagea un nombre important de disciples de Thelonious Monk, qui connaissaient tous sa musique, ce qui en fit un moment magique. Paul Jeffrey eut également une longue collaboration avec Charles Mingus pendant les années 1970. Il commença en tant que membre du Mingus’s big band au Newport Jazz Festival en 1972, et continua à jouer, arranger et enregistrer avec lui jusqu’à la mort de Charles Mingus en 1979. En 1973 et 1974 Paul Jeffrey enregistra trois disques en studio en tant que leader pour le label Mainstream Records.
Paul Jeffrey fut professeur de saxophone à l’université Columbia en 1973. Durant ces années-là, il fonda son octuor qui jouait ses arrangements, et beaucoup de ses compositions originales. Le groupe répétait chaque semaine à l’université Columbia et se produisait en concert de temps à autre. L’un de ces concerts eut lieu au Lincoln Center. Ce groupe lui importait beaucoup. Il eut des postes au Jersey City State College (1974), directeur de l’ensemble de jazz de l'université de Hartford (1975–1983), et enfin professeur de jazz au Livingston College of Rutgers University (1978–1983). In 1983, il accepta le poste d’artiste en résidence et directeur du département jazz à l’université Duke; un poste qu’il conserva jusqu’à sa retraite en 2003. À l’université Duke, il dirigeait des cours sur l’histoire du jazz et était le directeur musical du Duke Jazz Ensemble. Il organisa the NC/Umbria Jazz Festival et le Mary Lou Williams Jazz Festival lorsqu’il travaillait avec the North Carolina Arts Council et the Durham Arts Council.
Entre 2007 et 2012, Paul Jeffrey se produisit régulièrement France et en Italie, avec un quartet composé de musiciens français et italiens.
Il résida jusqu'à la fin de sa vie, dans la Caroline du Nord et à New York.

## Album hommage
En 2009, Paul Jeffrey a réalisé un album en hommage à Thelonious Monk avec Alessandro Collina au piano, Sebastien Adnot à la contrebasse et Laurent Sarrien à la batterie.

## Discographie

### Comme leader
- 1968: Electrifying Sounds Of The Paul Jeffrey Quintet | Savoy Records avec Jimmy Owens (tpt), George Cables (p), Larry Ridley (b), and Billy Hart (d)[7]
- 1972: Family | Mainstream records avec George Cables (p), Stuart Butterfield (fr h), Joe Gardner (tpt), Hamiet Bluiett (bar), J.C. Williams (b cl), Bob Stewart (tuba), Wilbur Ware (b), Stanley Clarke (b), and T.S. Monk. (d)
- 1973: Watershed | Mainstream records avec Jack Wilkins (eg), Richard Davis (b), et T.S. Monk. (d)
- 1974: Paul Jeffrey | Mainstream records avec Jay Migliori (bar), Bill Green (bar), Blue Mitchell (t), David T. Walker (en) (g), George Walker (g), George Wright (g), Darrell Clayborn (g), Joe Sample (p), Charles Kynard (org), Chuck Rainey (eb), and Raymond Pounds  (d) Jay Migliori (bar), George Walker (g), King Errisson, Chino Valdes (cga), Emil Radocchia , Bob Zimmitti (per)
- 1981:  Music Of The Masters Past And Present  (Paul Jeffrey) | R.J.E./P.J. Records avec Thomas Chapin (f, ss, as), Joshua Harris (f, ts), Andrew Beals (ss, as), Peter Belasco, Adam Brenner (as), Peter Furlan, Clay Jackson, Clifford Jordan, Joseph Little, Jerry Weldon (ts), Philip Nostrand, David Schumacher, Ben Thomason (bar), Robert Panell (tb), Lance Smith (g), Harry Pickens (p, ep), Alan Watson (p), Jerry D'Anna, Paul D'Loia (b), Hank Skalkin (eb), Carl Adkins, Philip Cuneff (d), Paul Jeffrey (con)[8]
- 1994: Tribute To Trane (Paul Jeffrey) | Duke University Jazz CD avec Todd Bashore (as), Jeb Patton (p), John Simonetti (b), Michael Scott (d)
- 1997: Together In Monaco (Paul Jeffrey & Curtis Fuller) | Amosaya avec Charles Vaudano (t), Curtis Fuller (tb), Jeb Patton (p), Marc Abrams (b), Washington Duke (d), Marcelo Tonolo (p), Calvin Jones (b), Michael Scott (d)
- 2009: We See (Paul Jeffrey Quartet) | Imago records avec Alessandro Collina (p), Seb Adnot (b), Laurent Sarrien (d)[9]

### Comme sideman
Avec Sam Rivers
- 1994: Crystals

Avec Thelonious Monk
- 1970: Monk in Tokyo (Thelonious Monk Quartet) | Fuji-TV recording, Sankei Hall, Tokyo with Thelonious Monk (p); Larry Ridley (b); Lenny McBrowne (d)[10]
- 1970: Monk in Tokyo (Thelonious Monk Quartet) | Far East, Concert, Koseinenkin Hall, Tokyo avec Thelonious Monk (p); Larry Ridley (b); Lenny McBrowne (d)
- 1971: Thelonious Monk Quartet | NET-TV recording, NYC with Thelonious Monk (p); Larry Ridley (b); TS Monk Jr (d)
- 1972 & 1975: The Last Concerts: Lincoln Center 1975 Village Vanguard 1972 (Thelonious Monk Quartet) | Rare Live Recordings, Village Vanguard, NYC with Thelonious Monk (p); Ron McClure (b); TS Monk Jr (d)
- 1972: Thelonious Monk Quartet | Unidentified recording, Village Vanguard, NYC avec Thelonious Monk (p); Dave Holland (b); TS Monk Jr (d)
- 1975: Thelonious Monk Quartet | Newport in New York, Concert, Philharmonic Hall, NYC (Thursday July 3, 1975)